# Сат-Ок
Сат-Ок (мовою шавні Sat-Okh, тобто Довге перо), офіційне ім'я Стані́слав Суплато́вич (пол. Stanisław Supłatowicz; *15 квітня 1920 — †3 липня 2003, Ґданськ) — автор біографічних романів для дітей, солдат Армії Крайової.

## Життєпис
Народився в Канаді. Його батько був індіанцем із племені шавні, а мати — полькою (вона втекла до Канади із Сибіру, де перебувала в засланні). Ранні роки минули серед індіанців. 1937 або 1938 року разом із матір'ю перебрався до Польщі. Тут мати змінила частину його даних, аби приховати індіанське походження: місцем народження вказала Алєксєєвку в Росії, роком народження — 1925, а батьком — Леона Суплатовича, свого першого чоловіка; таким чином хлопець отримав прізвище Суплатович, а ім'я Станіслав — це чоловіча форма материного імені. Вони оселилися в Радомі.
Після поразки польської армії 1939 року вступив до Служби перемоги Польщі та Союзу збройної боротьби. 1940 року Суплатовича заарештувала Гестапо, після чого він опинився в концентраційному таборі Аушвіц. Під час транспортування до табору втік із вагону, його поранили; якийсь час переховувався на селі, після чого вступив до Армії Крайової, де отримав прізвисько «Козак». Належав до 3-го батальйону 72-го полку піхоти Армії Крайової в районі Ченстохової. Багато разів зазнавав поранень, за мужність його було відзначено Хрестом Хоробрих.
Після війни Суплатовича було заарештовано за належність до Армії Крайової. Після виходу на волю працював матросом на Польських океанічних лініях. Згодом оселився в Ґданську. З 1958 року почав писати книги, в яких описував своє індіанське минуле. Був одним із піонерів польського руху індіаністів.
Помер 3 липня 2003 року.
Інформація про дитинство Сат-Ока є дуже неконкретною, оскільки його мати подбала, аби приховати її. Через це деякі дослідники його біографії сумнівалися в його індіанському походженні, вважаючи, що він народився або в Радомі, або в Росії.

## Українські переклади
1980 року українською мовою було видано книгу «Білий мустанг», до якої увійшли дві повісті та 11 легенд у перекладі Юрія Стадниченка.
У 2013 році книгу «Земля солоних скель» випустили у форматі аудіокниги активісти руху Гуртом. Записані диски було розіслано по бібліотеках та організаціях УТОС.